# Reuterkaserne

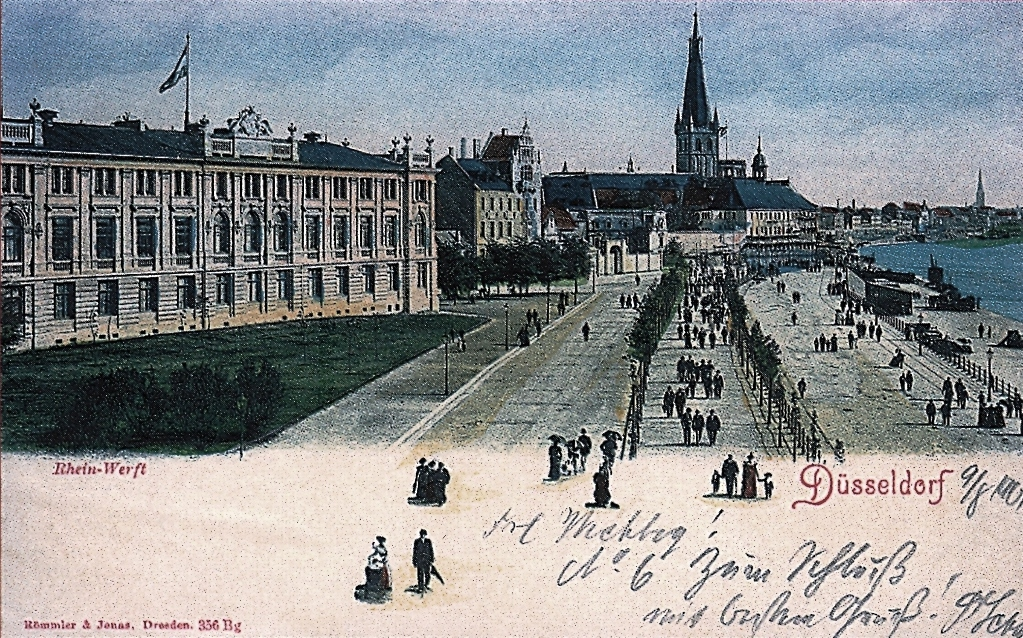
Sicht von der Rheinpromenade auf die Reuterkaserne, dem ehemaligen Historischen Museum, 1901

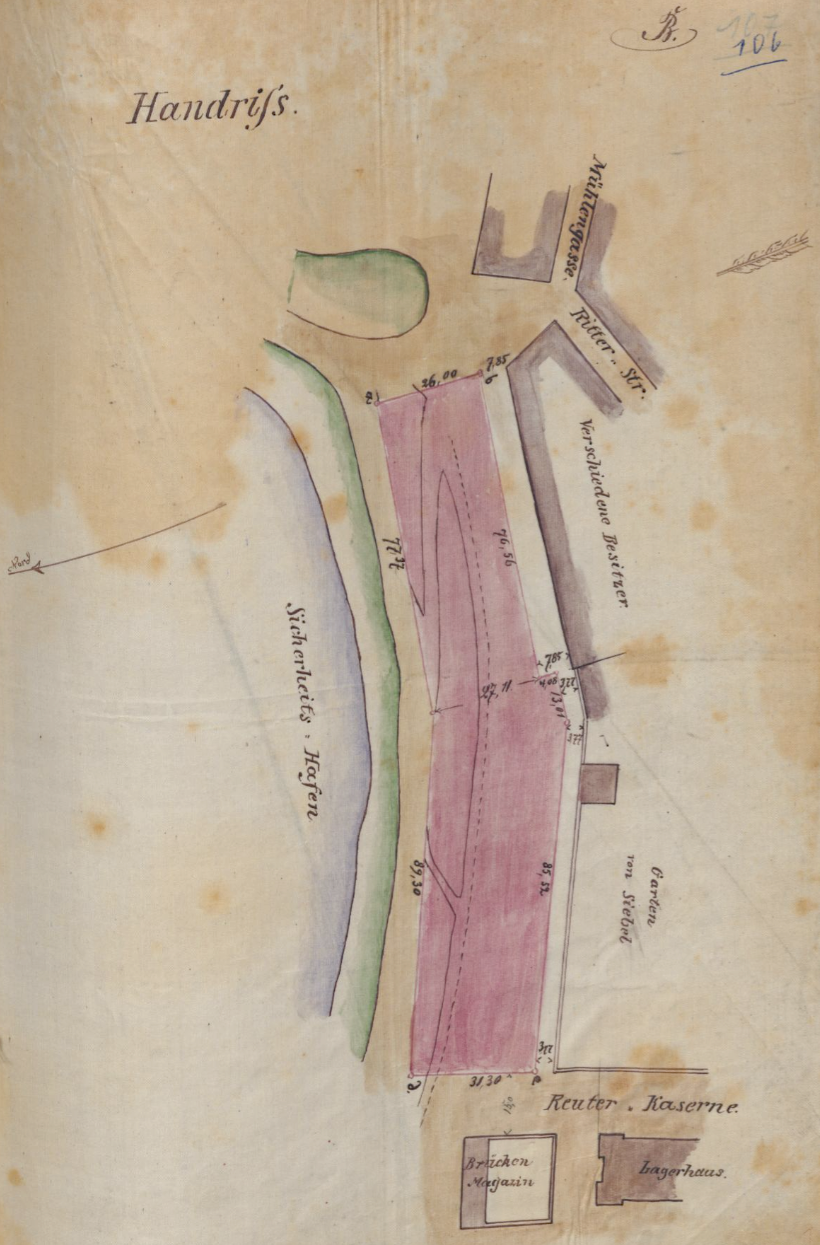
Gelände am Sicherheitshafen, Neubaustandort Kunstakademie, mit Lagerhaus an der Reuterkaserne, um 1873

Reuterkaserne ist eine Straße in der Altstadt von Düsseldorf, benannt nach der ehemaligen kurfürstlichen Reiter-Kaserne.

## Lage
Die Straße Reuterkaserne liegt unmittelbar an der Rheinuferpromenade. Sie beginnt am Atelierhaus der Kunstakademie Düsseldorf, Eiskellerstraße Ecke Emma-Horion-Weg und läuft auf das Schlossufer zu, dort wo die Ritterstraße auf die Promenade trifft. Die Ursulinengasse führt auf sie zu, mit dem „Haus zu den Löwen“ auf dem Eckgrundstück. Der größte Teil besteht aus einer großen Wiese.

## Gebäude

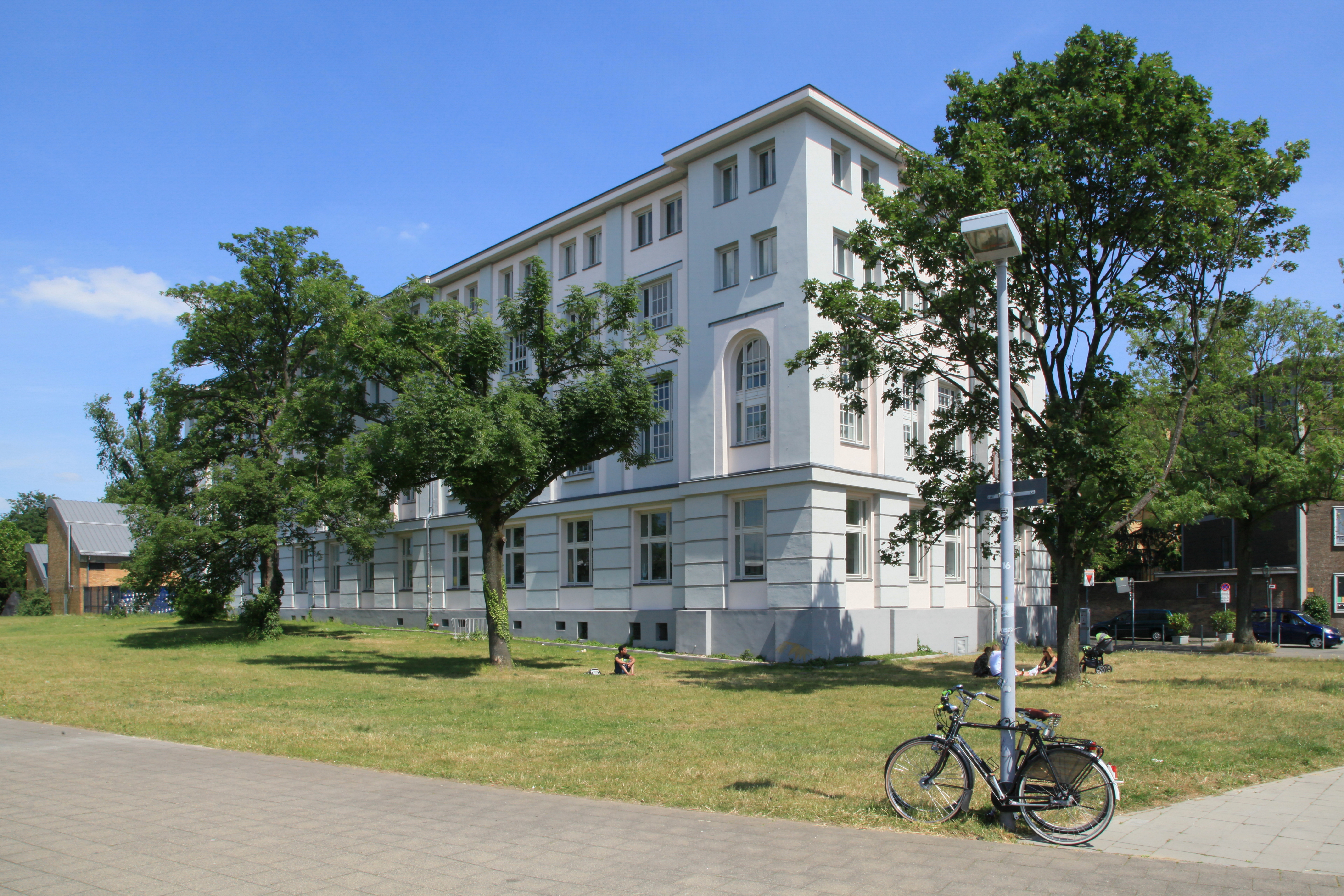
Reuterkaserne Nr. 1, Düsseldorf-Altstadt (2015)

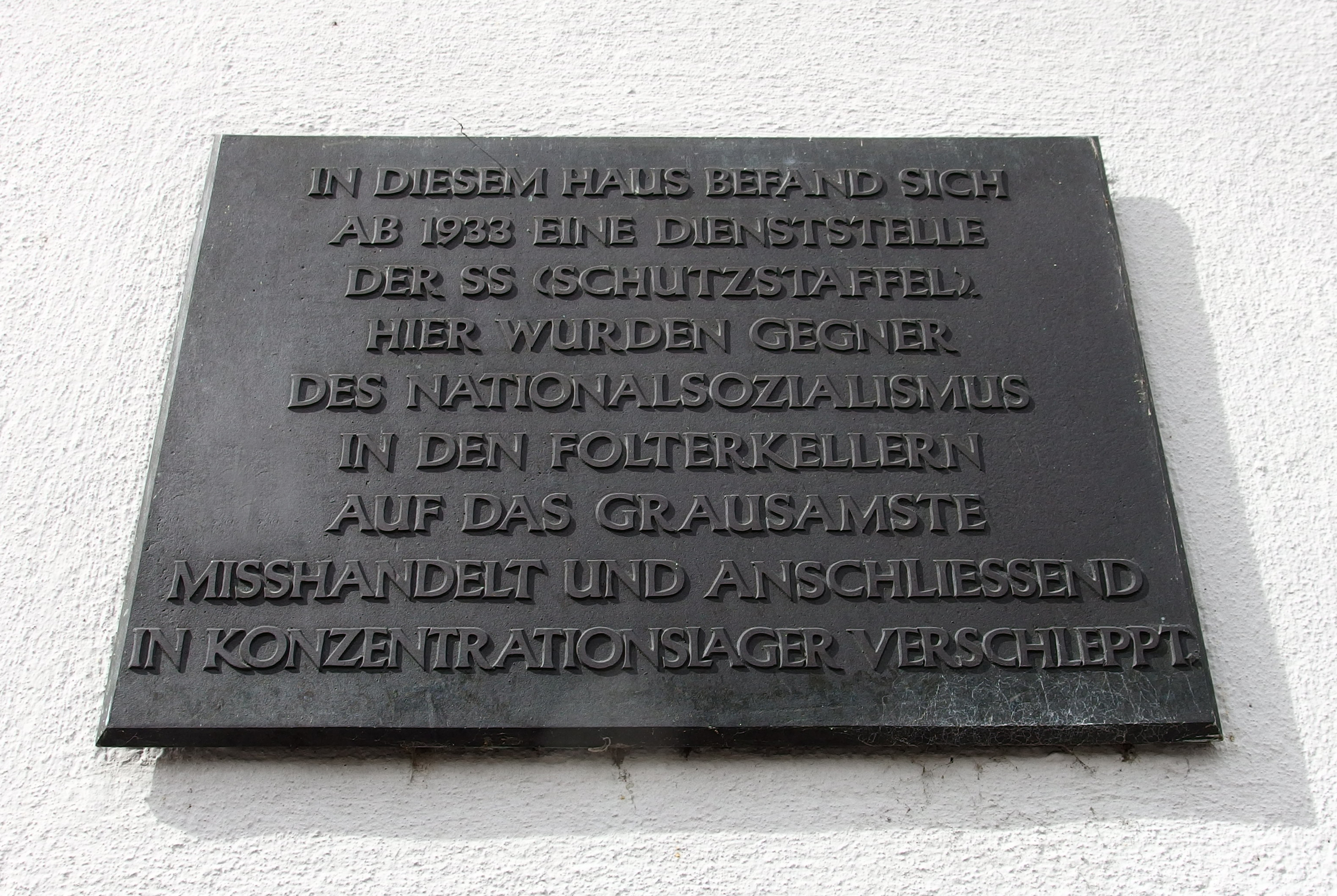
Gedenktafel

Zur Rheinfront steht frei das Gebäude mit der Haus-Nr. 1, in welchem am 1. August 1925 das „Städtische Leihhaus“, auch „Pfandleihanstalt“ genannt, eröffnet wurde. Das äußere Erscheinungsbild entspricht bis heute dem von Stadtbaumeister Eberhard Westhofen in 1866 errichteten „Städtischen Lagerhaus“ der Kunstakademie Düsseldorf, in welchem sich ab 1897 das Historische Museum der Stadt befand. Nachdem der Apotheker Theodor Löbbecke 1901 verstorben war, ging seine museale Sammlung an die Stadt. Ab 1904 führte Düsseldorf das Naturkundemuseum unter dem Namen Löbbecke-Museum im Hause Reuterkaserne 1. 1930 wurde das Löbbecke-Museum in den Düsseldorfer Zoo integriert. Ab 1933 war dort, in der so genannten „Reuterkaserne“, eine Dienststelle der SS mit Foltergefängnis. Hier wurden Gegner des Nationalsozialismus in den Kellern auf das grausamste misshandelt und anschließend in Konzentrationslager verschleppt. Nach dem Krieg wurde die „Reuterkaserne“ wieder an die Kunstakademie angegliedert. Heute sind hier die Bibliothek, das Archiv und Ateliers der Akademie untergebracht.

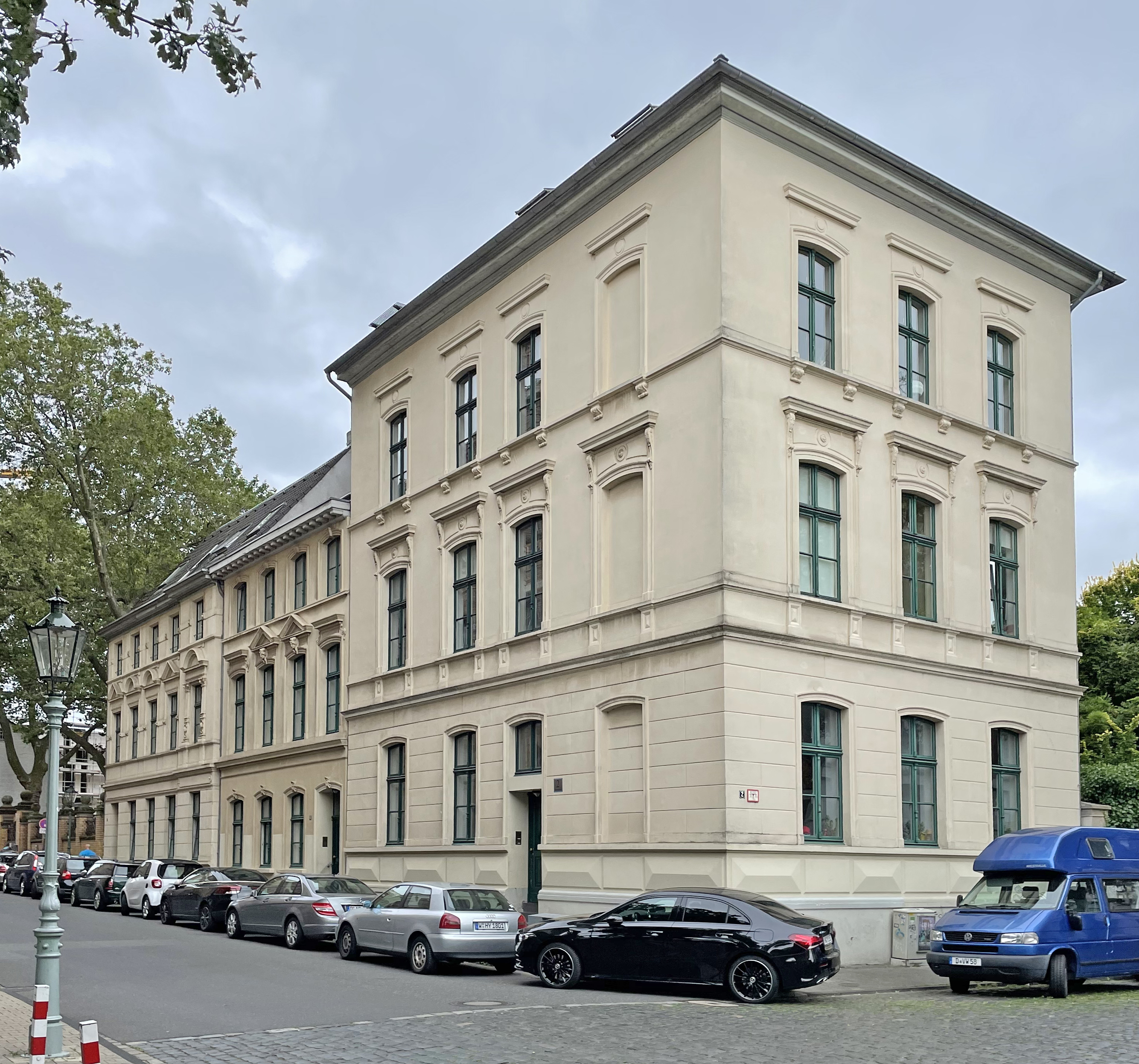
Mit Zugang von der Eiskellerstraße das Eckhaus Reuterkaserne Nr. 2, Düsseldorf-Altstadt

Gegenüber steht das unter Denkmalschutz stehende Haus Reuterkaserne Nr. 2, gebaut um 1885, dem sich das Gelände des St.-Ursula-Gymnasiums anschließt.

## Geschichte der Reuterkaserne
Unter Herzog Philipp Wilhelm (1615–1690) wurden einige größere Bauvorhaben in Düsseldorf durchgeführt. Die bereits unter seinem Vorgänger begonnene Bebauung der Zitadelle wurde fortgesetzt. Das Rheintor wurde umgebaut, eine neue Bastion wurde nördlich vom Schloss vor der dortigen Stadtmauer angelegt. Die alte Stadtmauer zwischen Altstadt und den neuen Bastionen wurde abgerissen und auf einem Teil des neuen freien Gelände zwischen Bastion und Stadt errichtete man die „Reuterkaserne“ und das Zeughaus mit Rüstkammer, der sogenannten „Salles d’armes“, zur Unterbringung der Artillerie.

„Die vornehmste Straße Düsseldorfs, die des Adels und der hohen Beamten […] war die Ritterstraße. Bei der Pulverexplosion im Jahre 1634 standen hier nur wenige Häuser, und zwar nur an der einen bebauten Seite nach der Straße Altestadt zu, ‚achter der Mauer am Pulverturm‘ genannt. Im Jahre 1684 ward beschlossen, die Straße auszubauen. Gleichzeitig trat unter Friedrich Christian Freiherrn von Spee, Freiherrn von Nesselrode und Dr. jur. Contzen eine Kommission zusammen und beschloß, ‚daß des Zuzuges der vielen Handelsleute wegen und zur mehren Sicherheit des Gewerbes den Bürgern die Einquartierung zu entnehmen, für das Militär Baracken zu erbauen seien‘. Die Folge war der spätere Bau der heute abgetragenen ‚Reuterkaserne‘ am Rhein hinter der Ritterstraße.“

Die Soldatenunterkunft lag an der heutigen Einmündung der Ursulinengasse in die heutige Reuterkaserne, errichtet im Jahre 1697. Diese hatte Vorgängerbauten, nämlich Baracken von 1672/1673, die 1685 erweitert worden waren. Bis zum Ausgang des 17. Jahrhunderts waren Soldaten mit ihren Frauen und Kindern meist in Privathäusern in Düsseldorf untergebracht, was weder im Sinne der militärischen Führung noch der kommunalen Verwaltung lag. Man nannte diese Bauten in ihren letzten Jahrzehnten allgemein die „Wanzenburg“. Eine Änderung der Verhältnisse brachte erst der Bau der Kaserne am damaligen Nordrand der Rheinfront. Gemäß lokaler Geschichtsschreibung soll der Bau im Frühjahr 1702 begonnen haben, ausgeführt durch Constantin Cagnon, den Sohn des kurfürstlichen Festungsbaumeisters Michael Cagnon.
Um 1800 erfolgte die Umnutzung der „Reuterkaserne“ zum Armenhaus. Die Laienbrüderschaft der Marianische Kongregation der Jesuiten hatten 1799 die Verwaltung des Herzogtums ersucht eine Wohnung für ein Armenkrankenhaus in der „Reuterkaserne“ zu mieten. Dieses wurde vom Kurfürsten in der Kaserne „frei und ohne Zinsen“ für die Armenversorgung zur Verfügung gestellt. Dort brachten sie neben dem Krankenhaus (im 20. Jahrhundert das Theresien-Hospital) eine Arbeitsanstalt, eine Armenschule, sowie Armenwohnungen unter. Aus einem Adressbuch für Düsseldorf von 1850 ist ersichtlich, dass zu dieser Zeit viele einfache Bürger in der ehemaligen Kaserne wohnten. Die Gebäude der Reuterkasernen wurden wieder abgetragen.
Ein Stück weiter schloss sich rheinseitig an das Rüsthaus, etwa in Höhe des ehemaligen Theresienhospital Altestadt 2, das Städtische Schlachthaus, ein Bau von 1697, an.
Der Reuterkaserne gegenüber, Ursulinengasse/Ritterstraße, lag das Grundstück des Ursulinenklosters, mit Gartenflächen für Gemüse- und Obstanbau. Daran anschließend lagen die Gartenflächen des Palais Schaesberg.

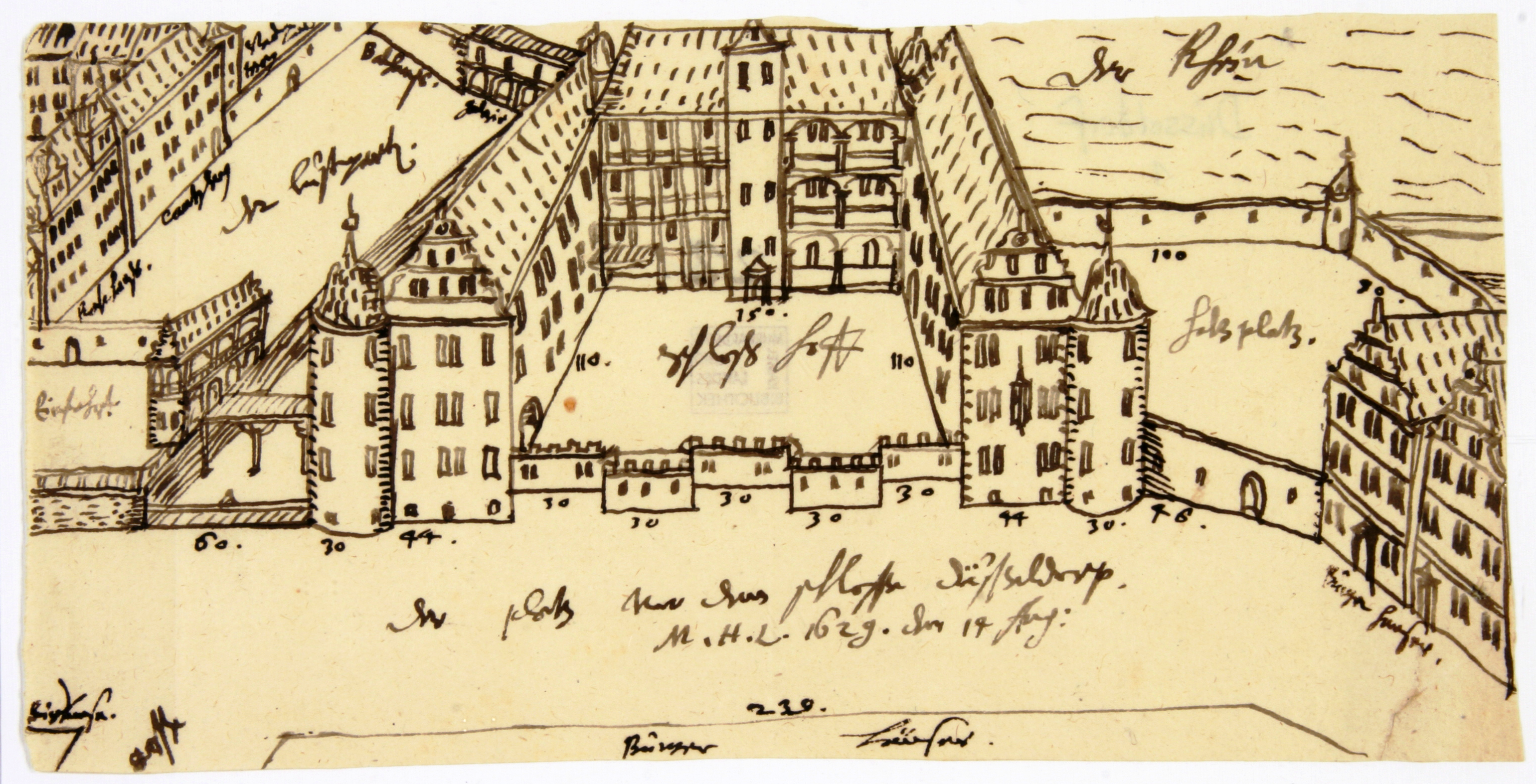
Residenzschloss Düsseldorf, 17. Jahrhundert
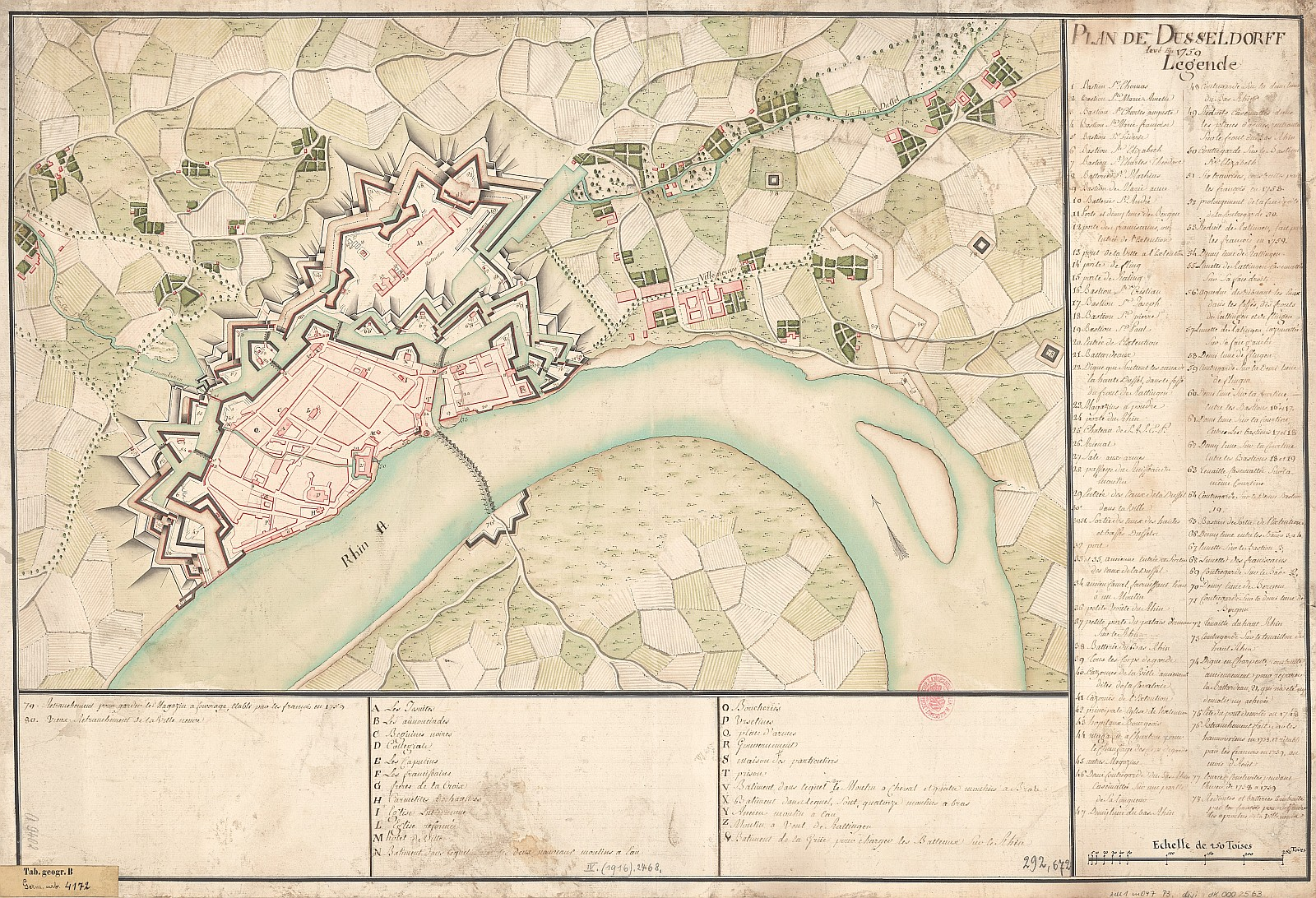
Festungsplan Düsseldorf, 1759
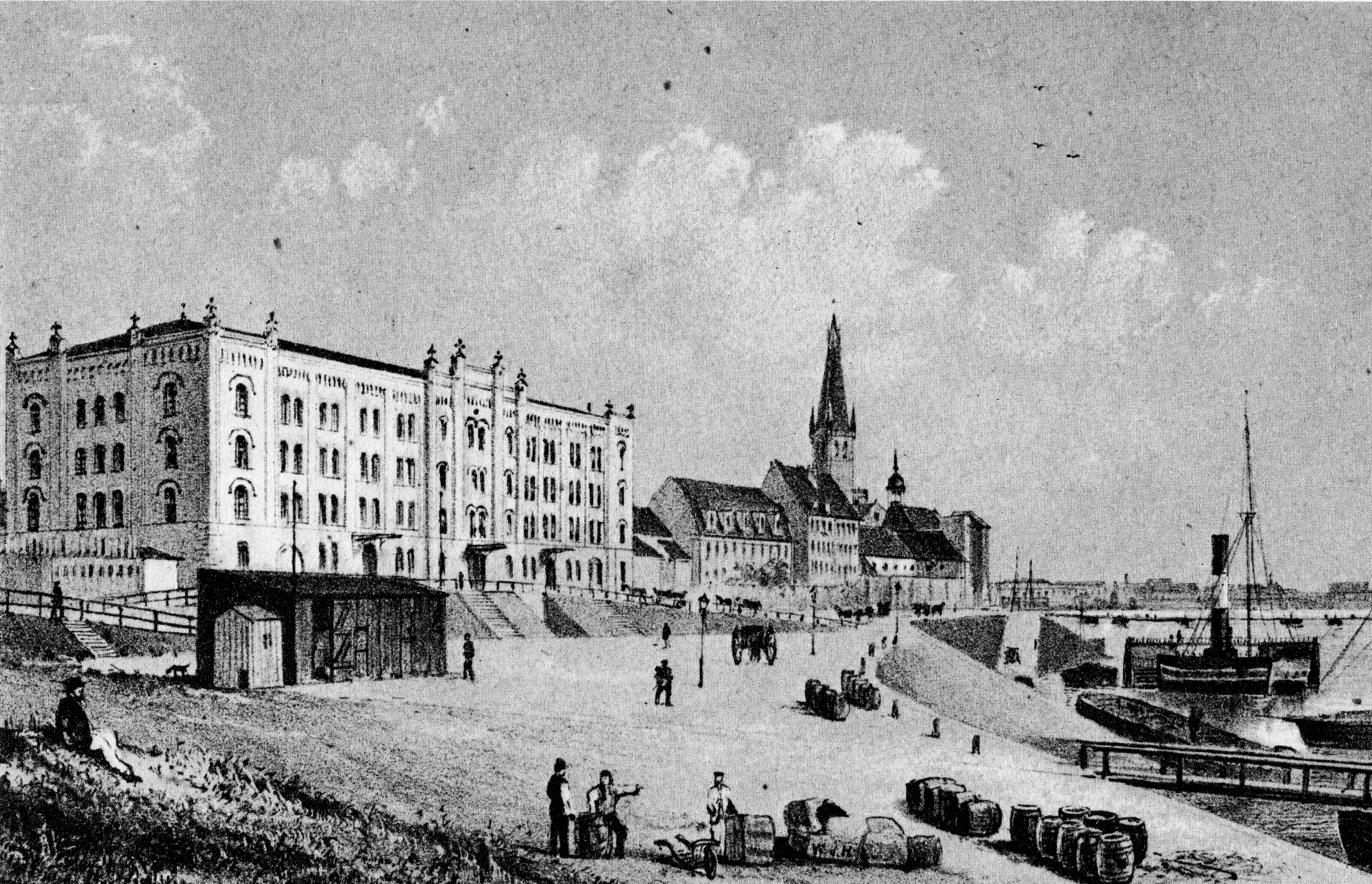
Lagerhaus am Rheinufer, um 1870